# (35195) 1994 JD4
(35195) 1994 JD4 est un astéroïde de la ceinture principale d'astéroïdes découvert en 1994.

## Description
(35195) 1994 JD4 a été découvert le 3 mai 1994 à l'observatoire de Kitt Peak, situé dans l'Arizona (États-Unis), par le projet Spacewatch de l’université de l'Arizona.

### Caractéristiques orbitales
L'orbite de cet astéroïde est caractérisée par un demi-grand axe de 2,78 ua, un périhélie de 2,62 ua, une excentricité de 0,06 et une inclinaison de 1,82° par rapport à l'écliptique. Du fait de ces caractéristiques, à savoir un demi-grand axe compris entre 2 et 3,2 ua et un périhélie supérieur à 1,666 ua, il est classé, selon la JPL Small-Body Database, comme objet de la ceinture principale d'astéroïdes.

### Caractéristiques physiques
(35195) 1994 JD4 a une magnitude absolue (H) de 15,5 et un albédo estimé à 0,848.